# Туница, Юрий Юрьевич
Юрий Юрьевич Туница (род. 19 мая 1941, с. Онок Закарпатской области) — советский и украинский лесовод, экономист, эколог, президент Лесоводческой академии наук Украины, ректор Национального лесотехнического университета Украины, академик НАН Украины, заслуженный деятель науки и техники Украины, доктор экономических наук, профессор.

## Образование, научные степени и ученые звания
В 1964 окончил Львовский лесотехнический институт (теперь — Национальный лесотехнический университет Украины), получив квалификацию — «Инженер лесного хозяйства».
Кандидатскую диссертацию на тему — «Экономическая эффективность использования неликвидной древесины от рубок ухода в условиях Закарпатской области» защитил в 1969 году.
Докторскую диссертацию на тему — «Эколого-экономические проблемы комплексного использования и охраны лесных ресурсов (на примере Украинских Карпат)» защитил в 1977 году.
Ученое звание профессор — присвоено в 1980 году по кафедре экономики и организации лесной промышленности и лесного хозяйства Львовского лесотехнического института.

## Трудовая деятельность
- В 1968—1973 гг. — старший преподаватель кафедры экономики и организации лесной промышленности и лесного хозяйства;
- С 1973 по 1978 гг. — доцент Львовского лесотехнического института;
- В 1978—1988 гг. — заведующий этой же кафедры, а в период с 1982 по 1984 гг., по совместительству, работал на должности проректора по учебной работе Львовского лесотехнического института;
- В 1988—1993 гг. — заведующий кафедрой рационального использования природных ресурсов и охраны природы географического факультета Львовского национального университета им. И. Франко;
- С 1993 г. и ныне — ректор Львовского лесотехнического института (теперь — Национальный лесотехнический университет Украины, г. Львов).

## Научная и педагогическая деятельность
- Осуществляет подготовку специалистов по специальности — «Экономика окружающей среды и природных ресурсов» на ОКР «Магистр».
- Преподает учебную дисциплину — «Экологическая экономика».
- Научно-педагогический стаж работы более 40 лет.

Под руководством профессора Туницы Ю. Ю. защищено 5 докторских и 36 кандидатских диссертаций.

## Публикации
Автор более 200 научных публикаций и 11 монографий. Основные из них:
1. «Эколого-экономическая эффективность природопользования», 1980;
2. «Комплексное лесное хозяйство», 1987;
3. «Экологическая Конституция Земли. Идея. Концепция. Проблемы», 2002;
4. «Экологическая экономика и рынок: преодоление противоречий», 2006.

## Награды
Награждён:
- орденом «За заслуги» III степени (1995 г.);
- орденом «За заслуги» II степени (2009 г.).